# 허베이 철로
허베이 철로(鹤北铁路)는 중국 헤이룽장성 허강시에 있는 국유철도로, 허강 철로 허강역과 뤄베이현의 허베이역을 잇는다. 전구간 43.6km이다.
1970년대 초에는 샤오싱안링산맥 동남산 기슭 구릉지대의 과숙림을 개발하고, 뤄베이현 및 헤이룽장 생산건설병단 제2사단(지금의 개간·경작 바오촨링 관리국)의 식량 반출을 위해, 헤이룽장성은 1972년 3월 허베이 철도 건설을 제안했다. 1973년 10월 허장 임관국(合江林管局)에서 교통부 철도 제3탐사설계원 선로 측량(당시 철도부는 교통부에 통합되어 있었음)을 의뢰하였다. 1974년 10월 일부 구간이 착공되었다.1975년 5월 시공 설계를 마치고 8월 전구간 착공하였다. 헤이룽장성 임업총국, 허강시, 허강광무국, 자무쓰 철로분국, 허장 임관국, 헤이룽장 생산건설병단 2사단 등 6개 본부가 공동으로 지휘부를 구성한다. 기계시공을 위주로 전 구간의 토석방 314만4000m3 공사량의 90% 이상을 완료했다. 누적 투자액은 4249만 위안이다. 킬로미터당 평균 제조비는 97만 4600 위안이다. 1981년 8월 10일에 전구간이 개통되었고, 1981년 12월 30일에 정식 운행을 실시했다.
속도는 시속 50km까지 허용된다. 견인 질량 제한은 화물차 1,500톤, 객차 700톤이다.

## 향후 계획
현재 계획중인 허밍 철로(鹤名铁路)의 일부로서 허베이 철로는 향후 뤄베이현과 명산커우안(名山口岸)까지 이어갈 예정이다.

## 같이 보기
- 허강 철로